# Catherine Gayer
Pour les articles homonymes, voir Gayer.
Catherine Gayer, née le 11 février 1937 à Los Angeles, est une cantatrice soprano américaine.

## Carrière
Elle étudie le chant à Los Angeles et à Berlin. Elle débute à la Fenice de Venise dans le rôle de la compagne dans Intolleranza 1960 de Luigi Nono. Invitée à la Scala de Milan, à Vienne, Salzbourg, Édimbourg, elle interprète les grands rôles du répertoire : la Reine de la Nuit dans La Flûte enchantée de Mozart, Mélisande dans Pelléas et Mélisande de Debussy, Jenifer dans The Midsummer Marriage de Michael Tippett, Lulu  d'Alban Berg, Constanze, Zerbinetta, Sophie, la Reine de Chemakha dans Le Coq d'or de Rimski-Korsakov.
Elle sert avec conviction le répertoire contemporain, notamment dans Nausicaa d'Ulisse de Luigi Dallapiccola, Mélusine le rôle-titre d'Aribert Reimann, Christina dans Hermiston de Robin Orr, Marie dans les Soldats de Bernd Alois Zimmermann et Hilda Mack dans Elegy for young Lovers de Hans Werner Henze.